# Klášterní areál Ostrov
Klášterní areál Ostrov se rozkládá na západním okraji historického města Ostrova v okrese Karlovy Vary. Areál, který se nachází v sousedství zámeckého parku, se nazýval také Posvátný okrsek. Jeho historie sahá do roku 1644, kdy byl položen základní kámen k první stavbě – pohřební kapli svaté Anny. Postupně zde vyrůstaly další stavby – piaristický klášter s kostelem Zvěstování Panny Marie, kaple svatého Floriána a kaple Panny Marie Einsiedelnské, která v roce 1710 výstavbu areálu uzavřela.
Od padesátých let 20. století sídlil v areálu vojenský útvar, za jehož trvání zchátral a byl téměř zničen. Rozsáhlá rekonstrukce klášterního areálu v letech 2001–2007 obnovila vzhled těchto památek do takové míry, že to mnozí návštěvníci přirovnávají k zázraku. S výjimkou budovy kláštera se všechny stavby v areálu otevřely veřejnosti.

## Pohřební kaple svaté Anny
Mauzoleum vévodů Sasko-Lauenburských a markrabat Bádenských navazuje na klasická díla italské renesance a manýrismu a patří k nejstarším raně barokním centrálním stavbám v Čechách. Vystavěno bylo v letech 1644–1663 vévodou Juliem Jindřichem Sasko-Lauenburským na odlehlém místě za zámeckou zahradou jako první stavba budoucího Posvátného okrsku.
Osmiboká kaple s bání s lucernou a cibulovitou vížkou měla původně dva přístavky a vstup na straně obrácené k městu. Zadní stranu kaple obklopoval ochoz se vstupy na empory v patře kaple. Kaple byla též komunikačně propojena lávkou a šnekovým schodištěm s klášterním kostelem. V interiéru jsou mezi pilíři umístěny empory, které sloužily pro uložení tumby, případně jako zpěvácké tribuny. Ve spodní části arkád byly umístěny obrazy zesnulých. Samotná hrobka se nachází pod kaplí. Je dvouprostorová a bylo do ní uloženo celkem osm zesnulých. V kapli se nyní nachází expozice věnovaná významným majitelům ostrovského panství v barokním období – vévodům Sasko-Lauenburským a markrabatům Bádenským

## Klášterní kostel Zvěstování Panny Marie

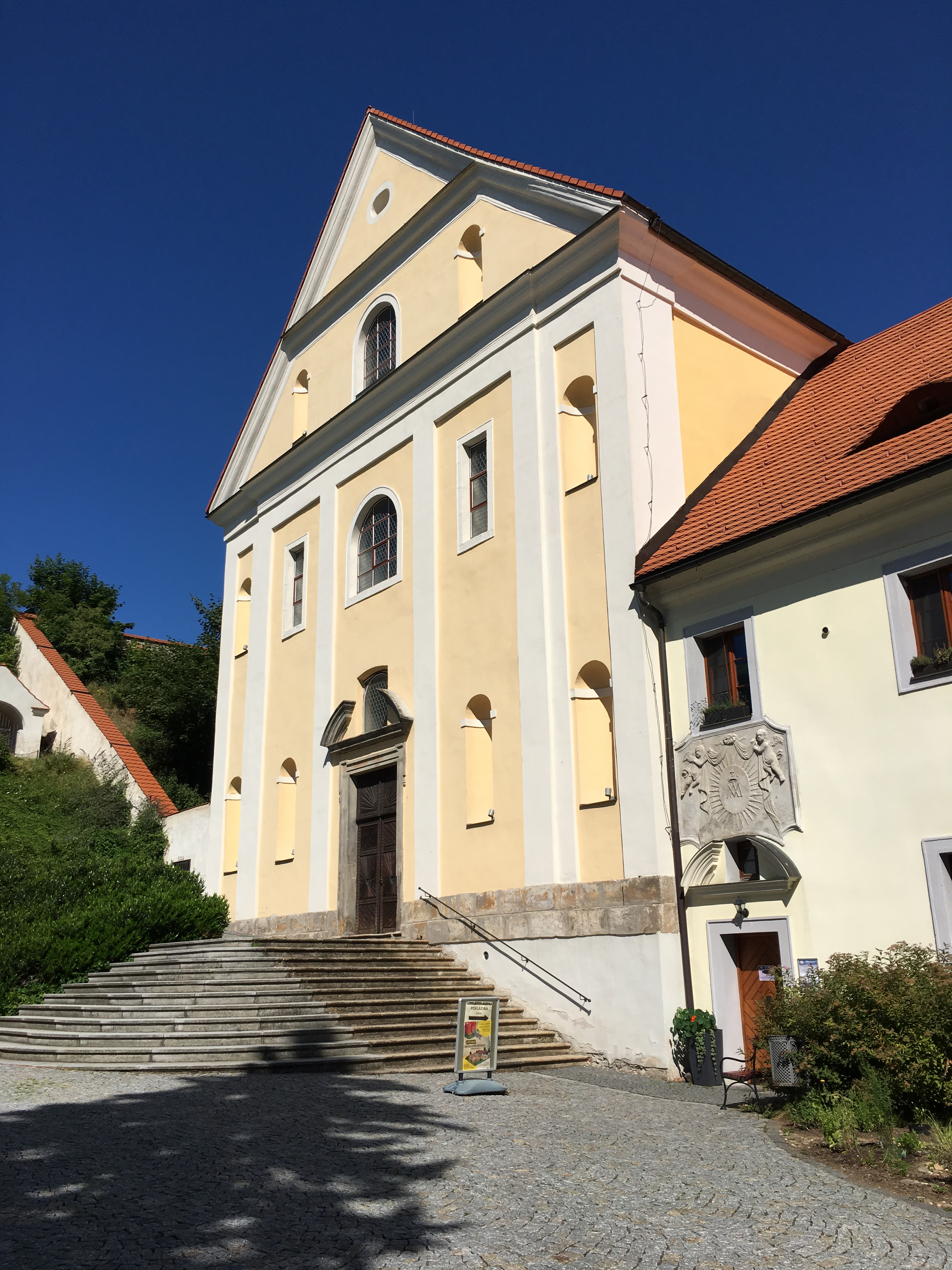
Klášterní kostel Zvěstování Panny Marie

Spolu s klášterem piaristů byl postaven také klášterní kostel Zvěstování Panny Marie, vysvěcený v roce 1674. Stavbu provedl pražský stavitel Martin Reiner. Kostel je jednolodní stavbou se samostatnou zvonicí, která je s kostelem spojena sakristií. Vedle hlavního oltáře měl kostel i šest oltářů postranních, kazatelnu s reliéfní výzdobou, kalvárii, barokní varhanní pozitiv a čtyři zvony. Tvůrcem velké části původního vybavení interiéru byl ostrovský sochař Martin Möckel. Z vnitřního vybavení kostela zbyly sice jen zlomky oltářů, několik soch a dva obrazy, zachovala se však fotodokumentace. Vše, co přežilo druhou polovinu 20. století, je nyní vystaveno jednak na svých původních místech v kostele, a od roku 2017 rovněž v muzeu církevních památek v bývalé sakristii a třech síních kláštera. Kostel nyní slouží jako dějiště rozmanitých kulturních akcí a jako místo stálé expozice věnované dějinám Ostrova.

## Kaple svatého Floriána

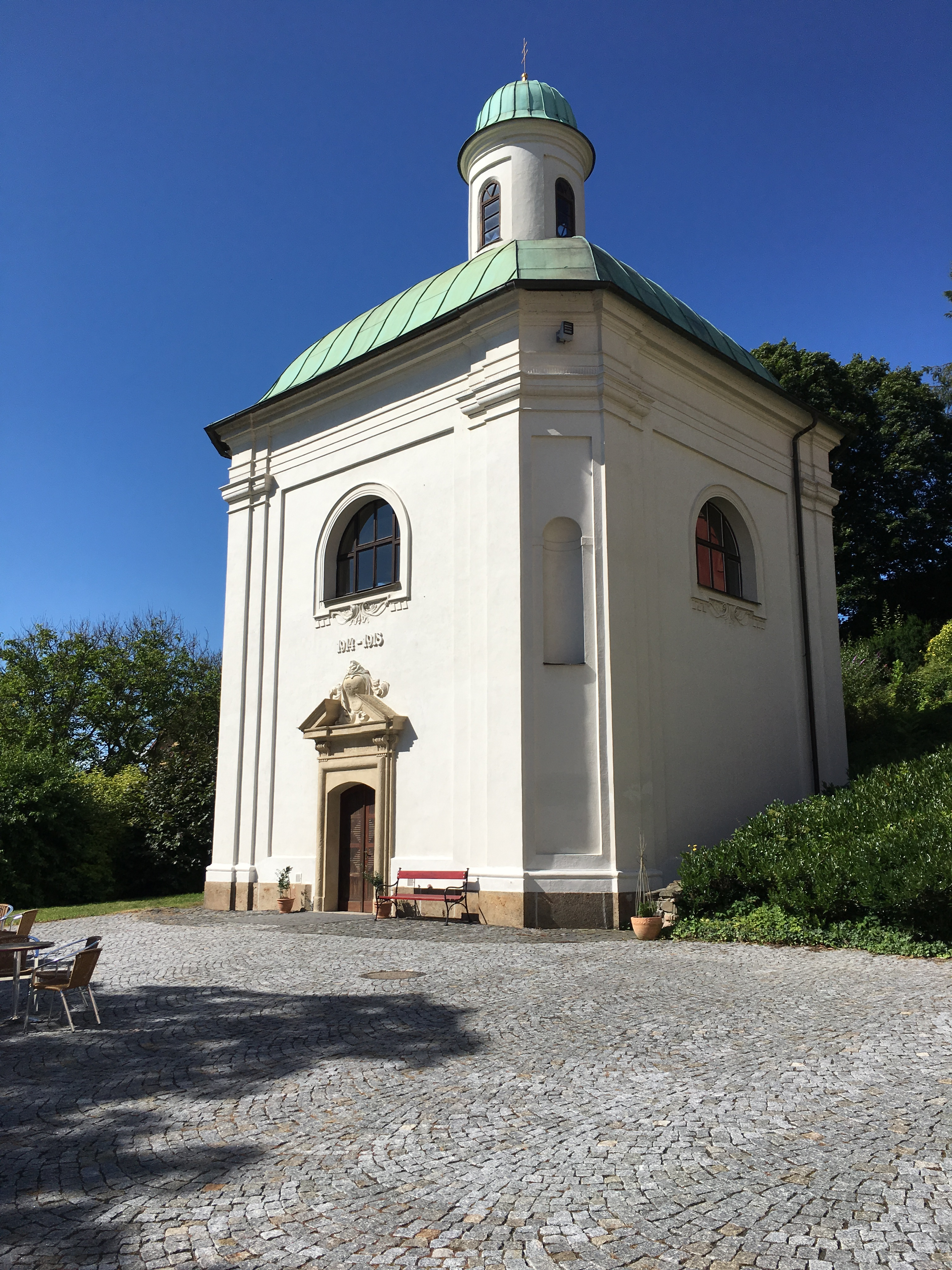
Kaple svatého Floriána postavená mezi roky 1692 a 1693

V prosinci roku 1691 zachvátil ostrovský zámek požár, který se však jako zázrakem vyhnul přilehlým městským domům. Markraběnka Františka Sibylla Augusta nechala z vděčnosti za odvrácení požáru města postavit kapli zasvěcenou právě ochránci před ohněm, svatému Floriánovi. Stavbu provedl dvorní stavitel J. M. Sockh v letech 1692–1693 a první pouť k nové kapli se konala v roce 1694, v den výročí požáru zámku.
Po pohřební kapli a letohrádku v zámeckém parku jde o další centrální stavbu v Ostrově. Kaple má půdorys čtverce se zkosenými nárožími a je zastřešena bání s lucernou. Interiér zdobí štuková výzdoba a zejména působivá malba kupole znázorňující vraždění betlémských dětí, jejímž autorem byl Paolo Manni, italský malíř působící u bádenského dvora. Svátek betlémských neviňátek připadá na 28. prosince, tedy na výroční den požáru zámku, který je tímto připomenut. Po roce 1793 sloužila kaple jako sýpka a skladiště. V roce 1933 byla renovována jako památník obětem první světové války. Po celkové obnově v roce 2007 byl v kapli umístěn Památník obětem násilí na Ostrovsku ve 20. století.

### Památník obětem násilí na Ostrovsku
Akademický sochař Jaroslav Šlezinger byl v letech 1951 až 1955 z politických důvodů internován ve vykmanovském táboře nucených prací. Reliéfy Křížové cesty a původní texty, osobní svědectví o prožitém utrpení, vznikaly tajně během práce na sochařské výzdobě ostrovského domu kultury. Představují odvrácenou stranu režimu padesátých let. Městu Ostrov reliéfy věnovala, jako dar autorovy manželky Marie Šlezingerové, paní Anna Honová z Uherského Brodu.

## Kaple Panny Marie Einsiedelnské

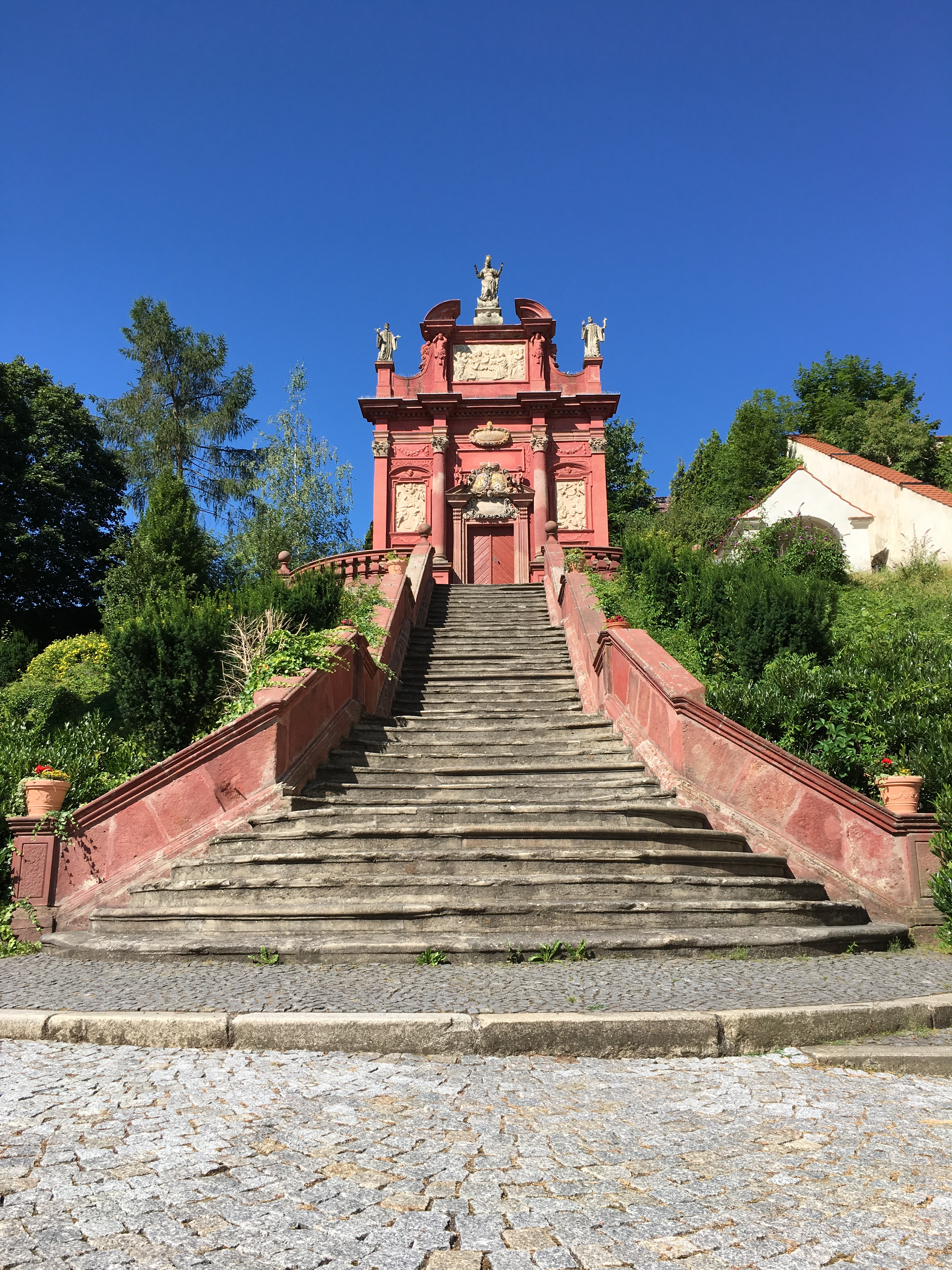
Kaple Panny Marie Einsiedelnské

Stavba svou výjimečnou krásou přitahuje už zdálky pohledy návštěvníků. Nechala ji postavit Františka Sibylla Augusta, markraběnka Bádenská, podle vzoru kaple ve švýcarském Einsiedelnu. V roce 1708 v Einsiedeln nabyl řeči její dosud nemluvící syn Ludwig Georg a později se uzdravil i z vážné horečky. Kaple Panny Marie Einsiedelnské v Ostrově tak měla vyjádřit markraběnčinu vděčnost.
Stavba kaple byla realizována v letech 1709–1710 patrně J. M. Sockhem, dvorním stavitelem markrabat bádenských, podle plánů zaslaných opatem kláštera v Einsiedeln. Markraběnka pak získala i kopii mariánské sošky – einsiedelnské „černé“ madony. Vstupní průčelí kaple obrácené k městu je bohatě architektonicky pojednáno: fasáda členěná sloupy a nárožními pilastry, alianční erb nad vstupním portálem vynášený dvojicí andílků, štukové reliéfy (Zvěstování P. Marie, Narození Páně, Smrt P. Marie) nebo plastiky ve vrcholu a po stranách štítu (P. Marie, svatý Benedikt, svatý Maurus). Ke kapli se váže pověst o tom, jak stavitel přelstil samotného ďábla, který mu údajně při stavbě pomáhal.

## Klášter piaristů

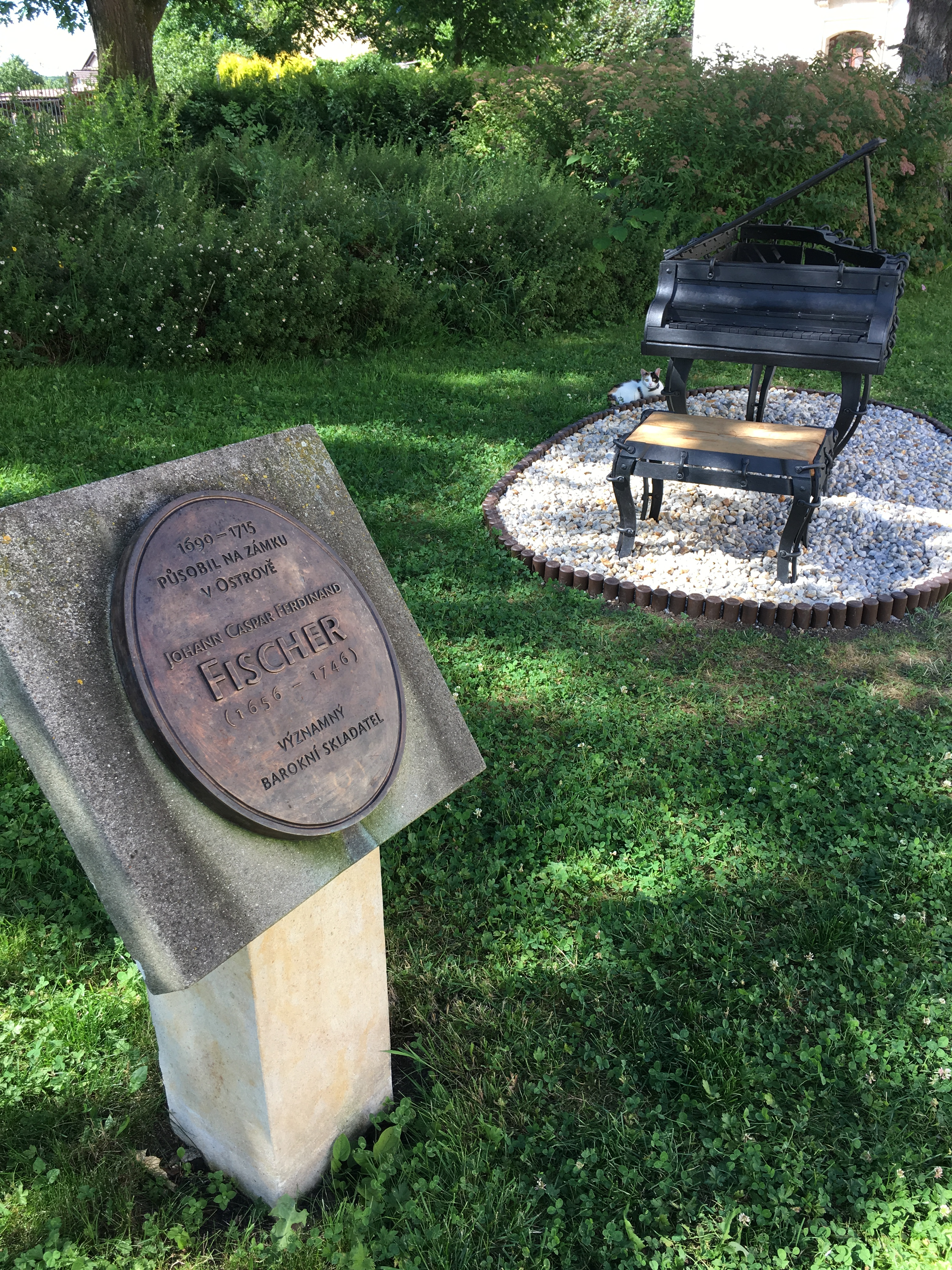
pamětní deska hudebního skladatele J. C. F. Fischera

Piaristický klášter s kostelem Zvěstování Panny Marie a gymnáziem (latinskou školou) založila v roce 1666 vévodkyně Anna Magdaléna, vdova po Juliu Jindřichovi Sasko-Lauenburském. Studovali zde chlapci z Ostrova i širokého okolí a vzešla odtud řada významných osobností, mezi nimi i hudební skladatel J. C. F. Fischer či fyzik a chemik J. Loschmidt. Po zrušení gymnázia v roce 1876 piaristický řád z Ostrova odešel a klášter začal sloužit dívčí internátní škole Sester křesťanské lásky, v níž studovala například také herečka Zita Kabátová. Ve druhé polovině 20. století sloužil klášter potřebám československé armády a po rekonstrukci areálu v letech 2002–2007 vznikl v objektu bývalého konventu soubor nadstandardních městských bytů.